# Geografía de la República Democrática del Congo
La República Democrática del Congo se encuentra situada en el centro de África. Esta junto con Sudán y Argelia, uno de los tres países más grandes de África, sobrepasando los dos millones de kilómetros cuadrados.

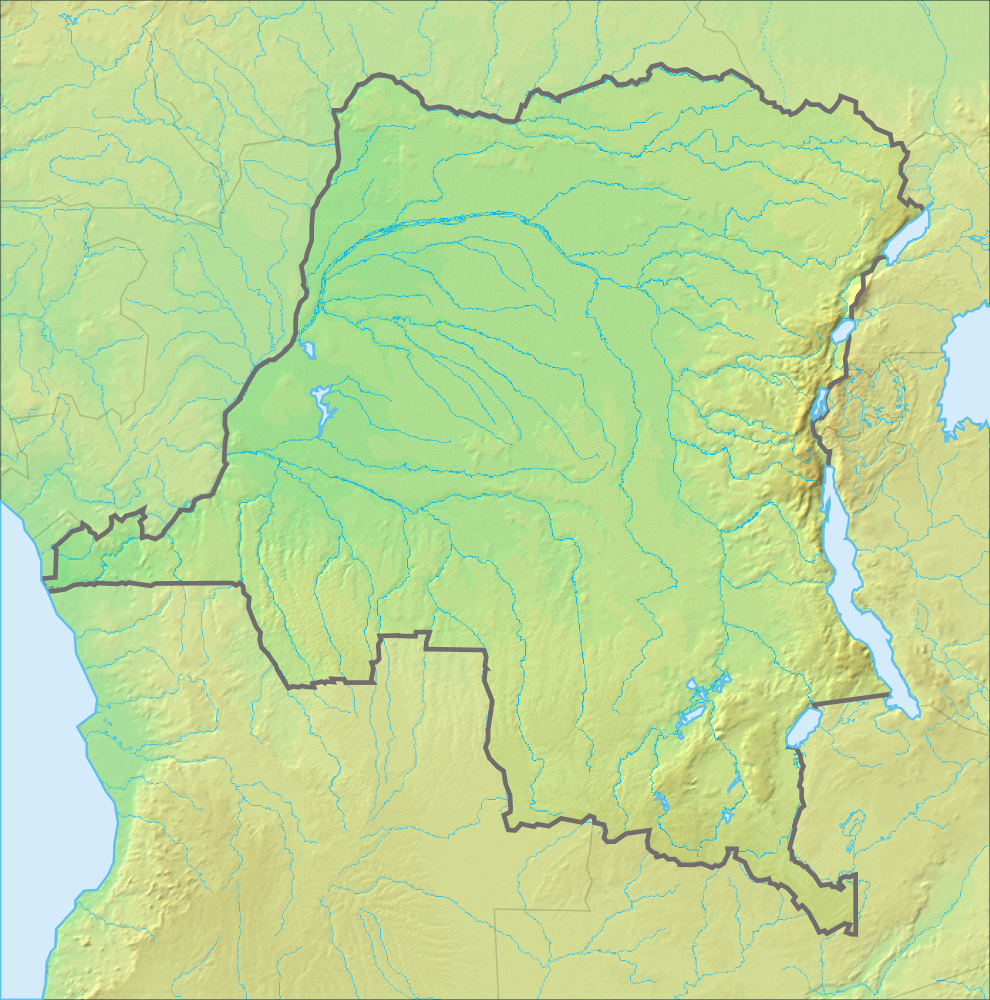

## Límites
La República Democrática del Congo limita al norte con la República Centroafricana

## Fronteras
La frontera con la República del Congo la conforma el Río Congo prácticamente en su totalidad, si bien, en la región fronteriza comprendida entre Matadi y el océano, es en su totalidad terrestre. La frontera con el estado de Impfondo, en la República del Congo, está establecida por el río Ubangui, el cual también sirve de frontera con la República Centroafricana, al igual que su afluente el río Bomu. El río Ubangui, es a su vez afluente del Río Congo. En la frontera con Uganda se encuentran dos lagos importantes, el lago Alberto y el lago Eduardo. En la frontera con Ruanda, entre Bukavu y Goma, se encuentra el bello lago Kivu. Más al sur, en parte de la frontera con Burundi, y a lo largo de toda la frontera con Tanzania, se encuentra el lago Tanganica. Este lago se extiende a partir de la ciudad de Uvira hacia el sur. Estos lagos conforman, junto con el lago Victoria, donde nace uno de los ramales del Nilo, la que se conoce como la región de los grandes lagos de África, la cual sospechan los entendidos que, al igual que ocurrió con el canal de Mozambique, que se abrió y originó la separación de Madagascar, dentro de unos años se unan los lagos para formar una apertura que separe el este del continente (Mozambique, Tanzania, Ruanda, Burundi, Kenia...).

## Relieve

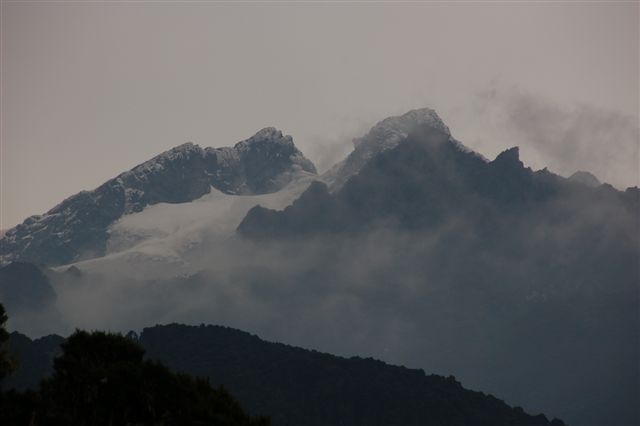
Monte Stanley, de 5.109 m, en la frontera entre la República Democrática del Congo y Uganda.

El relieve de la RDC se caracteriza por una depresión central drenada por el río Congo y sus afluentes. Esta inmensa cuenca tiene una altitud media de 400 m, y el punto más bajo, a 340 m, se encuentra en la región de los lagos Tumba y Mai-Ndombe. Está rodeada por una serie de mesetas escalonadas de distintas alturas y grandes montañas en su parte más oriental. Al oeste, en su parte más baja, se encuentra con la sierra de Mayombé, una cadena de montañas de poca altura que se extiende a lo largo de la costa, desde la frontera de Angola hasta Lambarené, en Gabón. Esta cordillera erosionada, de arenisca y caliza, que parece en realidad una meseta con una altura media de 600-700 m, culmina en el monte Fongouti, a 930 m. El río Congo atraviesa las montañas por un paso estrecho, con una treintena de cascadas y rápidos, y cruza una llanura costera formada por el estuario del Congo y las tierras aluviales del río, que forman un pasadizo de unos 40 km de longitud hasta su desembocadura en mar.

Mapa donde aparece la ramificación del Rift Albertino, a la izquierda, que marca la frontera oriental de la RDC.

### Relieve fronterizo
Si seguimos las agujas del reloj, empezando por la desembocadura del río Congo, hacia el nordeste, a lo largo de la frontera de la RDC, primero encontramos la frontera marcada por el propio río con la República del Congo, seguida a continuación por uno de sus afluentes por el norte, el río Ubangui, que marcará la frontera con la República Centroafricana (a 360 m de altitud) hasta dejarla en manos de uno de sus afluentes, el río Bomu. Esta última cuenca asciende progresivamente hasta la divisoria de aguas Congo-Nilo, que marca la frontera con Sudán del Sur por el nordeste, a unos 720 m en Ezo, y desciende ya hacia el sur siguiendo la frontera con Uganda. 

#### Frontera oriental, Sudán del Sur, Uganda, Ruanda, Burundi, Tanzania
Sudán del Sur está separado de la RDC por la meseta de Ironstone, una amplia altiplanicie de 800-1000 m y suelos lateríticos que culmina a 1.700 m, y se atraviesa fácilmente, por lo que se cree que fue la ruta de expansión de los bantúes.
Siguiendo hacia el sur, en la frontera con Uganda y en la  misma divisoria de aguas, se encuentran las montañas Azules, al oeste del lago Alberto, que culminan en el monte Aburo, de 2.445 m y en cuya parte occidental se encuentra el bosque de Ituri. 
Al oeste del lago Alberto se inicia el Rift Albertino, una rama occidental del Gran Valle del Rift que va a marcar la frontera de la República Democrática del Congo hasta Zambia. El Rift se inicia con las montañas Ruwenzori, una gran cadena de montañas con las cimas más altas del país, entre ellas el monte Stanley o Margarita, de 5.109 m, y el monte Emin, de 4.798 m, en las que incluso hay glaciares. Al este de este gran macizo se encuentra el parque nacional de los Montes Ruwenzori, las montañas de la Luna, con picos que bordean los 5000 m en Uganda.
Siguiendo hacia el sur, en la frontera entre Uganda y Ruanda, se encuentran las montañas Virunga, formadas por ocho volcanes que culminan en el monte Karisimbi, de 4507 m. Hay dos volcanes aún activos, el monte Nyiragongo, de 3.470 m (erupción en 2002), y el monte Nyamuragira, de 3.058 m (erupción en 2014), ambos en la RDC. Toda la región está poco poblada debido a los terremotos, los volcanes, la selva, muy densa y lluviosa en este parte, y las guerras. Al sur del volcán Nyiragongo se encuentra la ciudad de Goma. Desde aquí, la frontera pasa a la parte oriental de las montañas, cruza de norte a sur el lago Kivu frente a Ruanda hasta Bukavu y luego sigue el valle del río Ruzizi, frente a Burundi, y el interior del lago Tanganika, frente a Tanzania, hasta llegar a Zambia, en el extremo meridional, donde gira hacia el oeste.
Al oeste de la región que hay entre los lagos Kivu y Tanganika se encuentran las montañas Itombwe, una extensión de las montañas Ruwenzori donde las dos ramas del Rift, oriental y occidental, se fusionan. La cima más alta es el monte Mohi, de 3,475 m. Siguiendo el borde occidental del río Ruzizi y el lago Tanganika, que se halla a 770 m de altitud, se encuentran las montañas Mitumba, donde destacan el monte Kahuzi, de 3.308 m, y el monte Biéga, de 2.790 m, volcanes extintos. La vertiente occidental, por su parte, donde se encuentra el bosque o selva de Itombwe, desciende suavemente hacia la cuenca del Congo. Aquí nace el río Lualaba, que luego será el río Congo. La mitad meridional de la cordillera no supera los 1900 m. Su continuidad frente al lago son los montes Muganja, que alcanzan los 2000 m, y los montes Marungu, que alcanzan una altura máxima de 2400 m.

#### Frontera meridional, Zambia, Angola
Al llegar a Zambia, en la parte meridional del lago Tanganika, la frontera gira bruscamente hacia el oeste, hasta el lago Moero, a 990 m, separado de la cuenca del Congo por los restos de la amplia meseta del norte de Katanga: los montes Kundelungu, que tienen altitudes entre 1.200 y 1.700 m, sobre el lago, y más al norte y al oeste, las montañas Kibara, que culminan a 1.850 m, separadas de las montañas Mitumba, al este, por el río Lufira. En esta región se encuentran dos parques:  el parque nacional Upemba, en las montañas Kibara, al norte, y el parque nacional de Kundelungu, bordeado por el sur por el río Luapula, que une el lago Moero con el lago Bangweulu, siguiendo la frontera de la RDC con Zambia. El lago Moero desagua por el norte en el río Luvua, que bordea los montes Kundelungu y las montañas Kibara para unirse al río Lualaba, que se convertirá en el río Congo tras las cataratas Boyoma.
Al oeste del lago Moero, en la provincia de Alto Katanga, que se interna en Zambia mediante una prolongación hacia el sur, se encuentra la meseta de Katanga, con una media de 1.200 m de altitud, una región rica en cobre y uranio. La ciudad de Sakania, en el extremo sur, junto a las minas de cobre fronterizas, está a 1.278 m de altura. La ciudad de Kambove, al noroeste de Katanga, con minas de cobre y cobalto, se encuentra a 1.450 m de altura. En esta meseta nace el río Lufira, que luego se convertirá en el Lualaba. Las montañas siguen hacia el oeste perfilando la frontera de Zambia y descienden en la de Angola perfilada por el río Kasai, que fluye de sur a norte en la provincia de Lualaba, procedente de Angola. La frontera con Angola está marcada por los cauces de varios ríos que circulan de sur a norte, el río Kwango, en el centro, el río Cuilo o Kwilu, en el centro-este, y el río Kasai, al este, separados por diversas sierras que forman la frontera septentrional de Angola y meridional de la RDC. Al oeste del río Kwango, la frontera se dirige en línea recta hacia el oeste, hasta la costa.

## Geología

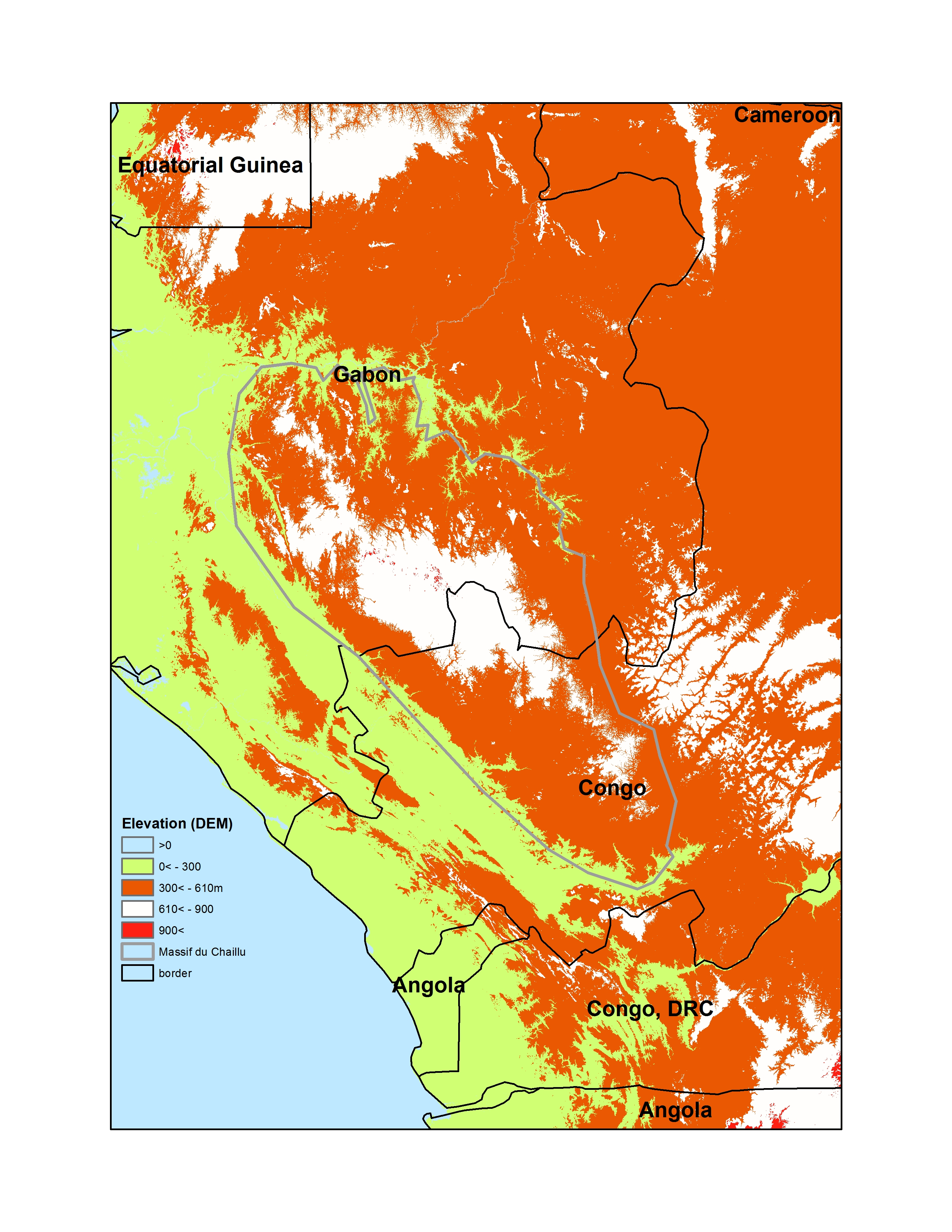
Montes Chaillu, entre Gabón y la República del Congo, circundados por una línea gris.

Geológicamente, la RDC es muy antigua, de miles de millones de años en la mayor parte de las rocas. El país abarca el cratón del Congo, una sección estable de la antigua corteza continental, deformado e influenciado por varios sistemas montañosos debidos a diversas orogénesis, sedimentación, vulcanismo y efectos geológicos recientes causados por la Gran falla del Rift, en el este. Este pasado tectónicamente complicado ha creado grandes depósitos de oro, diamantes, coltán y otros valiosos minerales.
Los suelos arcaicos del cratón del Congo aparecen en la región de Kasai, como parte del escudo angoleño, en la cuenca del oeste del Congo y como granito y cinturón de rocas verdes en las vecinas República Centroafricana, Uganda y Sudán del Sur.
En Kasai, el sustrato metamórfico del escudo angoleño aparece a 4 grados de latitud sur con rocas de migmatita y gneis de 541 millones de años del Fanerozoico. Las rocas más antiguas de la RDC (y de Angola) son los gneis granodioríticos del escudo paleoártico de Lunda Kasai, en el Alto Luanyi, que contienen pegmatitas metamorfizadas a anfibolita de facies metamórfica de 3.400 millones de años.
El cinturón del oeste del Congo se formó durante la orogenia pan-africana que formó los montes Chaillu entre Gabón y la República del Congo, con varios tipos de granito, de 2.700 millones de años.
El cratón del Congo o de Kasai ocupa toda la parte central del país. La roca solo emerge al nordeste y al este, donde son comunes el gneiss y el granito como parte del cinturón de rocas verdes, que son basaltos y rocas sedimentarias metamorfizadas en los que aparece el color verde, como clorita, anfibolita y otros anfíboles, entre 2.600 y 2.800 millones de años. En la parte más oriental se encuentra el cratón de Tanzania. En esta parte oriental se encuentran las reservas de coltán compartidas con Ruanda y Burundi.
En el sudeste, el arco o cinturón lufiliano separa el cratón del Congo del cratón del Kalahari, al sur. El cinturón lufiliano, que se extiende entre Angola, la provincia de Katanga, del sudeste de la RDC y el noroeste de Zambia, de 800 km, se formó durante la orogenia pan-africana y es de gran importancia por sus depósitos de cobre y cobalto. El cinturón del cobre de Katanga y Zambia dentro del arco lufiliano contiene más de la mitad de las reservas de cobalto del mundo y el 12% de las reservas de cobre, unos 4,8 millones de toneladas de cobalto, de las que 3,1 millones se encuentran en la RDC.
La cuenca central del Congo, por su parte, queda cubierta con los sedimentos del río durante el Cretácico inferior y el Jurásico Superior, formando las series de Kamina, Lualaba y Kwanga, esta última del Cretácico superior.
Después de un largo periodo de calma, en el Cenozoico superior se inicia el vulcanismo en la rama occidental del Rift de África Oriental, al mismo tiempo que empiezan las erupciones en el Rift de Kenia. Los basaltos más antiguos de las montañas Virunga tienen 14 millones de años.
La estructura en anillo Wembo-Nyama en Omeonga es una depresión de forma circular de 30 km de diámetro que podría ser un cráter de impacto causado por un meteorito.

## Hidrografía

### Elrío Congo

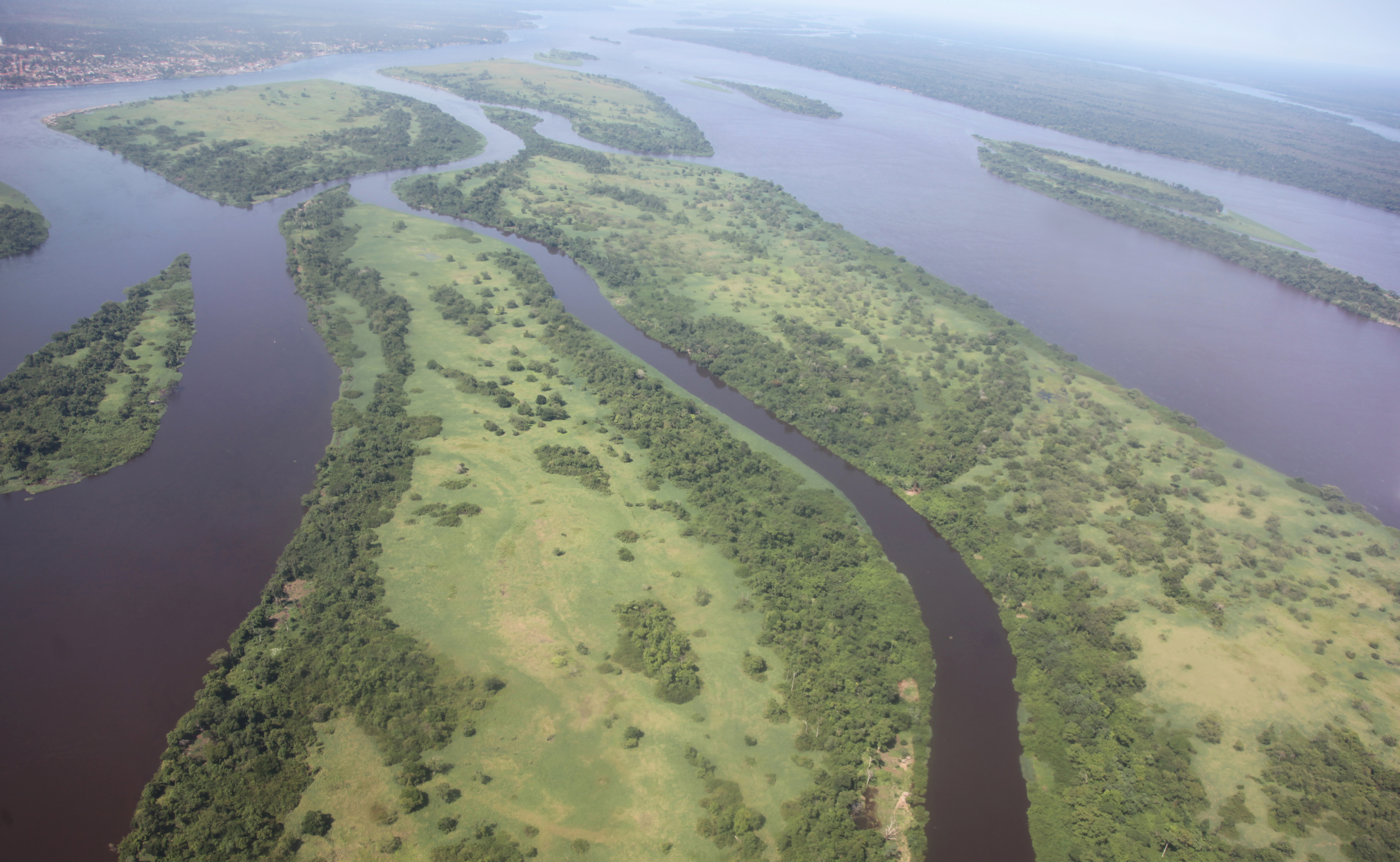
Vista aérea del río Congo cerca de Kisangani

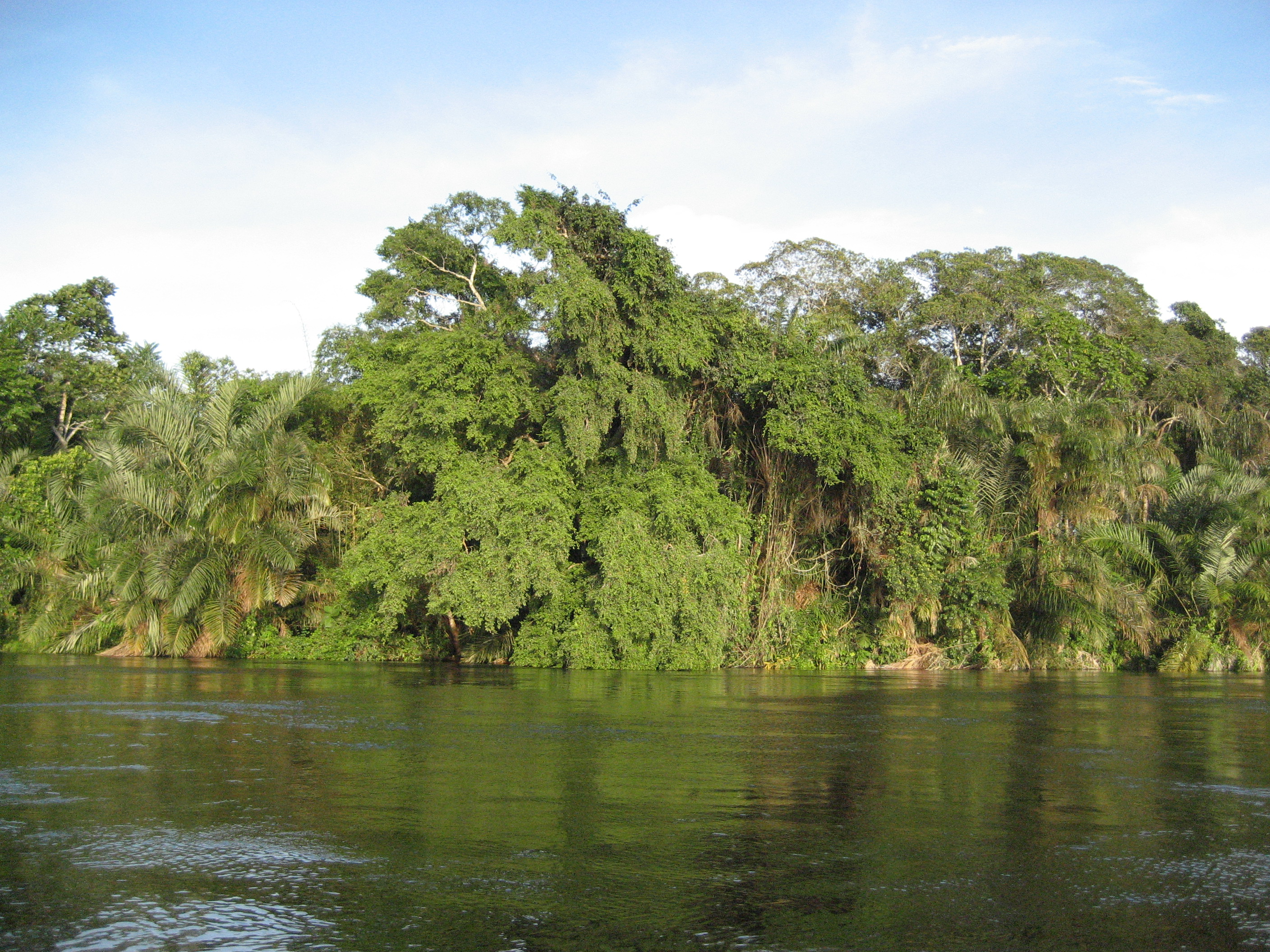
Río Alima, afluente del Congo

El río Congo determina toda la geografía del país, pues forma un arco que lo recorre por completo, entre las montañas del Rift africano y el océano Atlántico. Tiene una longitud de 4.700 km, la segunda de África, después del Nilo, una cuenca de 3,8 millones de km² y un caudal de 50.000 m³/seg, el segundo del mundo después del Amazonas. Debido a su posición a caballo del ecuador terrestre y el reparto casi homogéneo de sus afluentes a ambos lados del mismo se convierte en uno de los grandes ríos de caudal más regular del mundo. Este puede oscilar de 1 a 3, mientras que el del Amazonas varía de 1 a 200. El río Congo tiene una importancia económica considerable, como vía de comunicación, con una red con sus afluentes de 14.166 km navegables, y como potencial fuente de electricidad, aunque todavía está poco aprovechada. 
Dada la extensión del territorio, éste es muy diverso. En primer lugar hay que decir que la República Democrática del Congo cuenta con una pequeña salida al mar, aunque no tiene en ella puertos importantes. El principal puerto del país se encuentra en Matadi, en el río Congo. Este río es navegable en su tramo final, si bien los barcos no pueden remontarlo hasta Kinshasa, la capital, puesto que entre ésta y Matadi se encuentran unas cascadas insalvables para los barcos, las cataratas Livingstone. El río Congo sirve, junto con un afluente suyo, de frontera con la República del Congo y con la República Centroafricana. Además, en su tramo final sirve de frontera con Angola. Kinshasa, la capital del país, es también la ciudad más importante del mismo con más de dos millones de habitantes. Se encuentra situada a orillas del Río Congo, justo enfrente de la capital de la República del Congo, Brazzaville. La capital, por tanto, se encuentra situada en la zona oeste del país.
El Congo nace al sur de Katanga, en el pueblo de Musofi, a una altitud de 1.435 m y lleva el nombre de Luabala hasta Kisangani. Desemboca en el mar por un amplio estuario y su caudal es tan grande que sus aguas se reconocen hasta 45 km en pleno océano.

### Lagos y embalses

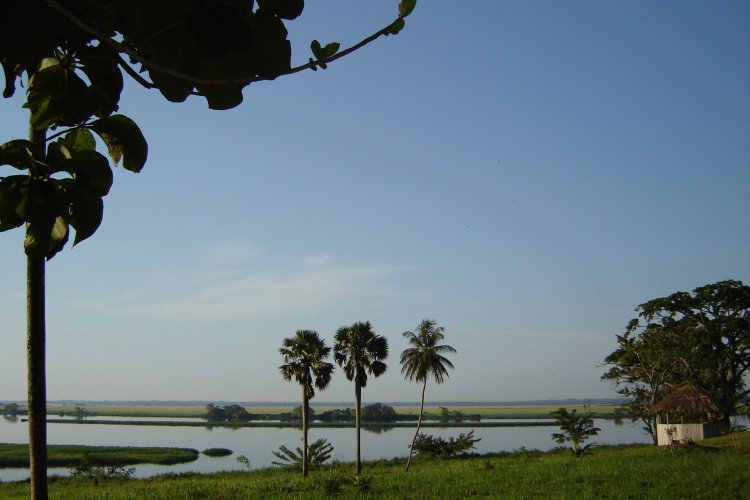
Orillas del lago Mai-Ndombe

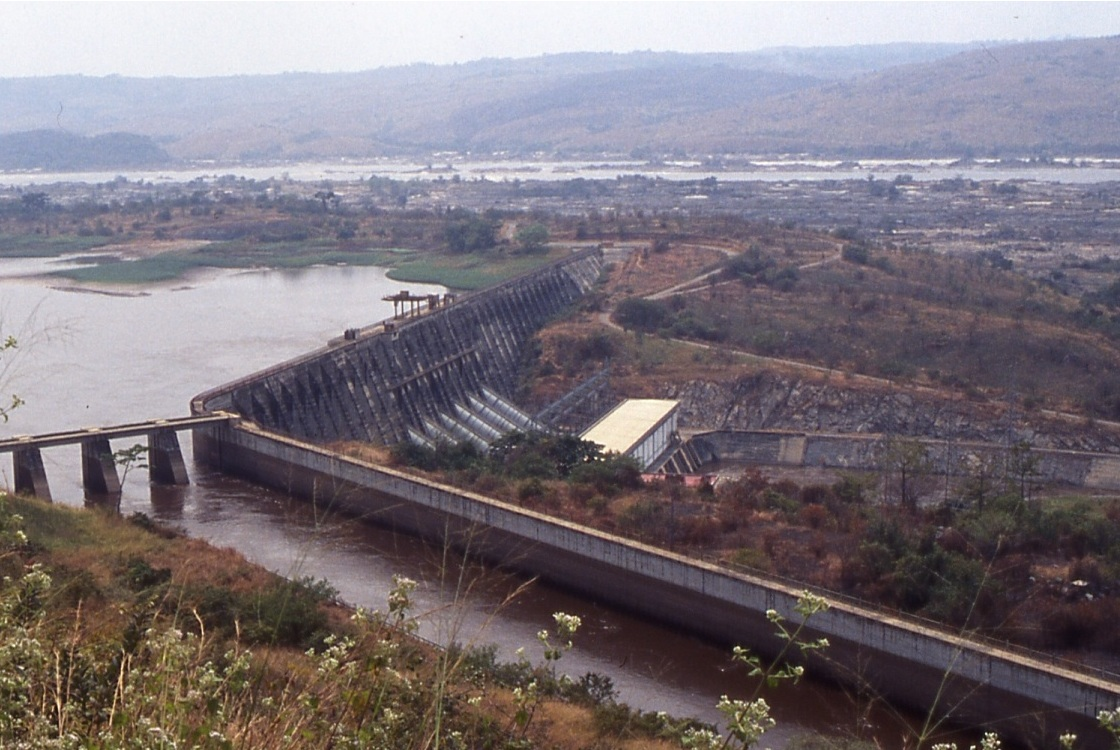
Presa de Inga I, y en primer plano, el canal que alimenta Inga II.

Hay numerosos lagos en la República Democrática del Congo y poca información sobre sus características. La mayoría tienen origen tectónico. Es el caso de los lagos Tanganika, Eduardo, Upemba y Moero, que ocupan el fondo de fosas tectónicas. El lago Alberto escapa a la norma, pues ya existía en el Mioceno inferior, y los demás se han desarrollado en el Cuaternario. El lago Moero parece encontrarse en una ramificación del Rift de África Oriental.
La forma de los lagos es la que corresponde a su origen tectónico, forma alargada en una depresión rodeada de escarpes, orillas poco recortadas, ausencia de islas, gran profundidad. La excepción es el lago Upemba, ejemplo de cuenca pantanosa cuya profundidad oscila entre 0,50 y 3,25 m.
Más allá de los lagos tectónicos se encuentran otra serie de lagos de cuenca, entre los que destacan el lago Mai-Ndombe, el lago Tumba, el lago Fwa y otros. Se los considera el vestigio de un lago más importante, que habría ocupado una parte de la cuenca durante un corto periodo de la historia del río Congo. Son poco profundos, 4 o 5 m y sus orillas son pantanosas.
Por otra parte, está en marcha un proceso de creación de importantes embalses. Destacan las presas de Inga en la provincia de Bajo Congo, cerca de la ciudad de Matadi. Inga I entró en servicio en 1972, con 352 MW, Inga II entró en servicio en 1982, con 1,424 MW. Están en marcha los proyectos Inga III e Inga IV, las dos primeras funcionan al 20 por ciento de su capacidad.

## Clima

Zonas climáticas según la clasificación de Köppen

Pluviosidad del país por regiones y principales corrientes de agua y lagos.

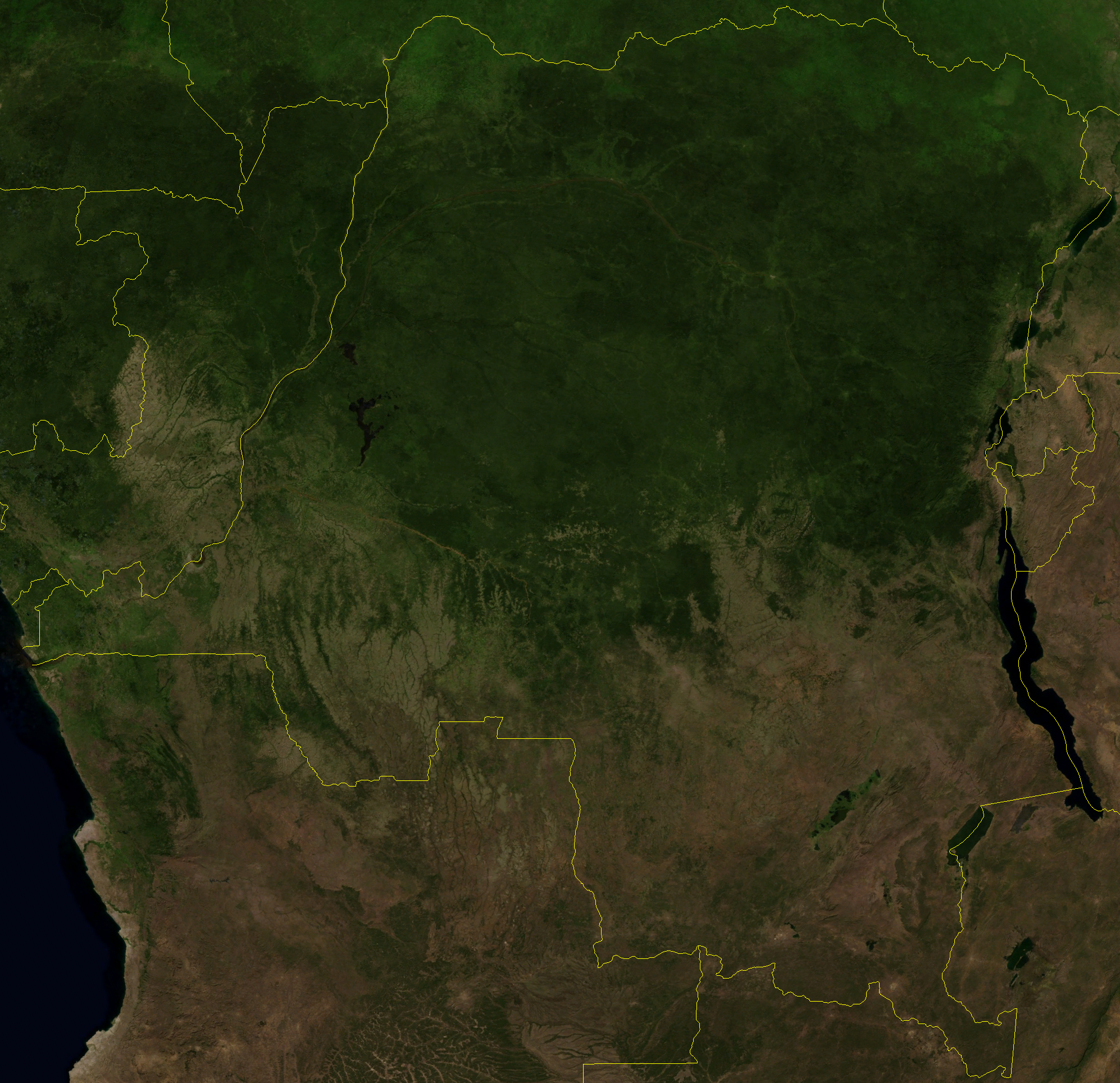
Vista de satélite de la selva del Congo. Al sur y el sudeste, más secos y deforestados, la selva es sustituida por la sabana.

Un tercio de la República Democrática de Congo se encuentra al norte del ecuador terrestre (5.o N) y dos tercios al sur (13.o S). El clima es cálido y húmedo en la cuenca del río y fresco y seco en las tierras altas del sur, con una zona fría, de clima alpino, en las montañas Ruwenzori. La media de lluvia para todo el país es de 1.070 mm.
Aunque, en general, todo el país goza de temperaturas elevadas, posee una gran variedad de climas y paisajes, determinados por la influencia del océano Atlántico, al oeste, y por los vientos alisios del océano Índico, la convección propia de la zona ecuatorial y de las montañas al este.
En la zona del ecuador, la temperatura no desciende normalmente de 20.oC. En la periferia, en cambio, las noches son frías. En el nordeste y el sudeste, regiones de mesetas y montañas, la altitud modifica notablemente el clima. La temperatura tiene una media de 25.oC en la cuenca del Congo, 26.oC en la costa, 18.oC a 20.oC a una altitud de 1500 m, 16.oC a 17.oC a 2000 m, 11.oC a 3000 m y 6.oC a 4000 m.
Las lluvias, constantes en el ecuador (en Kisangani caen 1890 mm de media en 141 días al año, con máximos en marzo-mayo y octubre-noviembre, al paso del sol), se distribuyen progresivamente según dos estaciones a medida que nos alejamos a ambos lados. Al norte, la estación de las lluvias dura de marzo a finales de octubre; la estación seca dura de noviembre a principios de marzo (en Gemena caen 1.650 mm en 136 días con un periodo más seco seco en diciembre y enero) Al sur del ecuador, el ritmo de las estaciones es exactamente contrario (en Kinshasa caen 1.387 mm en 106 días con un periodo seco entre mayo y septiembre). En las regiones montañosas del este, las dos estaciones secas duran menos de un mes, en enero y en julio (en Goma caen 1.265 mm en 190 días). En el sur y sudeste de Katanga, la estación de las lluvias comienza a mediados de octubre y se prolonga hasta mediados de mayo (en Lubumbashi caen 1.240 mm en 124 días con una estación muy seca entre mayo y septiembre). En el norte de Katanga y el sur de Kasai, las lluvias empiezan a principios de octubre y acaban a finales de abril, con una pequeña estación seca en enero (en Kalemie caen 1.090 mm, con un periodo muy seco entre junio y septiembre). Los tres climas dominantes son ecuatorial, tropical y de montaña.
En la zona más seca de la costa, la corriente de Benguela impide la formación de nubes y favorece la creación de nubes bajas. En Banana caen 780 mm en 58 días con una estación muy seca entre mayo y octubre.
El bosque cubre el 67 % del territorio; de los 155 millones de hectáreas estimadas, 99 millones son bosque húmedo. La deforestación, relativamente moderada, es extensa en los alrededores de Kinshasa y otras grandes ciudades. La agricultura depende de la existencia de bosques y la lucha contra el cambio climático pasa por su conservación.
En los últimos años se ha observado cierta degradación de la selva de la República Democrática del Congo debida a una disminución de las lluvias y un ascenso de las temperaturas. Por otro lado, la influencia de la selva del Congo en el clima de la región y, probablemente, de todo el mundo es indudable.

## Población
La República Democrática del Congo sobrepasa los dos millones de kilómetros cuadrados, donde habitan alrededor de cien millones de habitantes.

## Vegetación

Regiones del país por tipo de vegetación.

En el norte del país, en la región comprendida entre el Río Congo y la República Centroafricana se encuentra la segunda mayor selva del mundo, la cual adquiere su máxima impenetrabilidad en las cercanías de Mbandaka, en especial a la altura del parque nacional de la Salonga (norte y sur), y de la ciudad de Kiri. Otra ciudad importante del norte de la República Democrática del Congo es kisangani, la mayor de todas las del norte del país.
WWF divide el territorio de la R. D. del Congo entre dieciséis ecorregiones:
- Mosaico de selva y sabana del norte del Congo, en el norte.
- Sabana sudanesa oriental, en el extremo noreste.
- Selva costera ecuatorial atlántica, en el extremo oeste.
- Manglar de África central, en las bocas del río Congo.
- Selva de tierras bajas del Congo nororiental, en el noreste de la cuenca del Congo.
- Selva pantanosa del Congo occidental, en la orilla occidental del Congo.
- Selva pantanosa del Congo oriental, en la orilla oriental del Congo.
- Selva de tierras bajas del Congo central, en el centro de la cuenca del Congo.
- Mosaico de selva y sabana del Congo occidental, en el oeste del país.
- Mosaico de selva y sabana del Congo meridional, en el sur de la cuenca del Congo.
- Selva montana de la falla Albertina y páramo de los montes Ruwenzori y Virunga, en las montañas del este.
- Mosaico de selva y sabana de la cuenca del lago Victoria, en la frontera con Uganda.
- Sabana arbolada de miombo de Angola, en el suroeste.
- Sabana arbolada de miombo del Zambeze central, en el sureste.
- Matorral de Itigi y Sumbu, en un pequeño enclave junto la lago Tanganica, en la frontera con Zambia.
- Pradera inundada del Zambeze, en un pequeño enclave del sureste, en la frontera con Zambia.

## Zonas mineras
En el centro del país se encuentran las ciudades de Kananga y Mbuji Mayi, que son importantes centros mineros (en especial la primera de ellas).
Todas las regiones del interior descritas hasta ahora, las que desde el este de Kinshasa se extienden por el centro y el norte del país, se encuentran en la conocida Depresión del Congo, y por tanto a baja altura. A continuación se describirán las regiones más altas del país.

## Áreas protegidas de la República Democrática del Congo

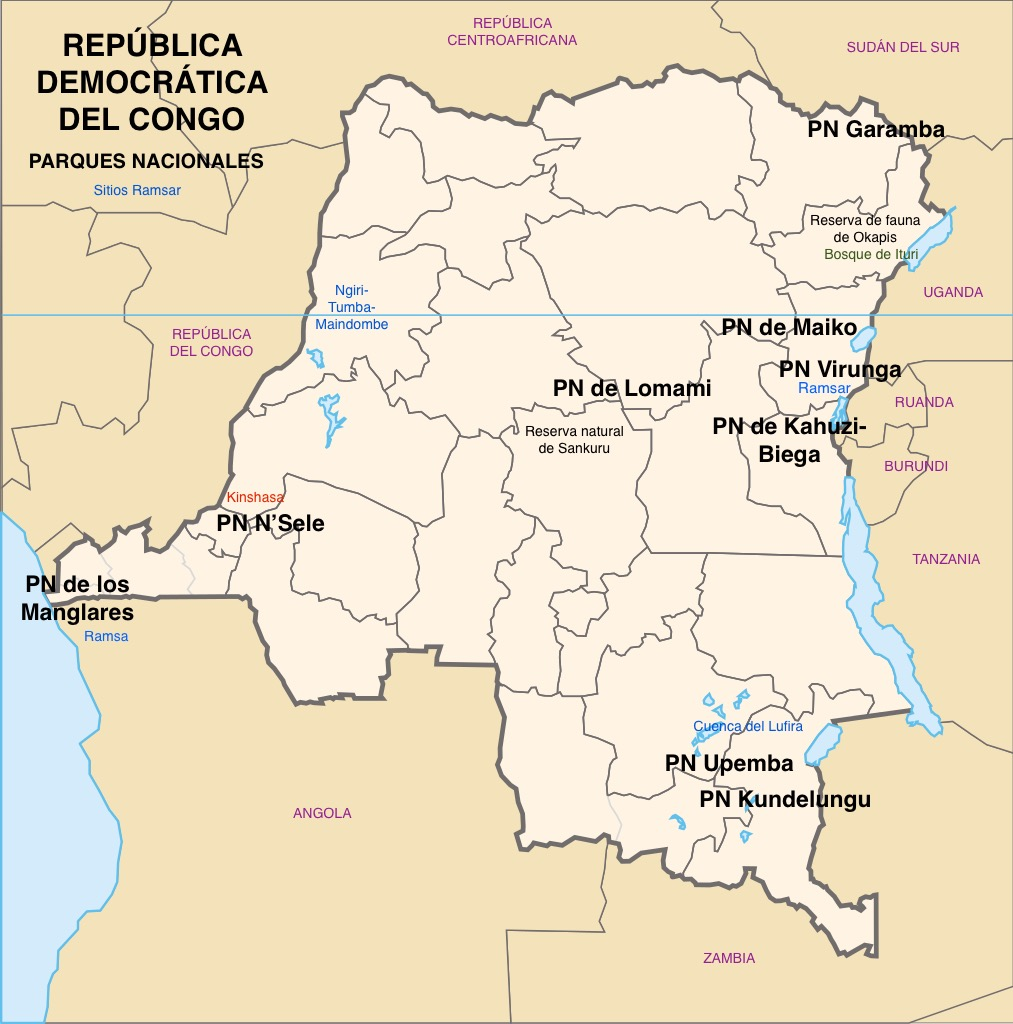
Parques nacionales de la República Democrática del Congo.

En la RDC hay una superficie protegida bajo algún concepto de unos 324.290 km², cerca del 14% del territorio, 2.344.858 km². Entre estas áreas protegidas hay 10 parques nacionales, 10 áreas de caza, 10 reservas naturales, 2 reservas de vida salvaje 1 bosque comunitario, 1 reserva natural de primates, 3 reservas de la  biosfera, 1 reserva natural integral, 1 reserva científica y 2 áreas no denominadas. Entre ellas hay 3 reservas de la biosfera por la Unesco, 5 sitios patrimonio de la humanidad y 4 sitios Ramsar.
- Parque nacional Virunga, 7.800 km², patrimonio de la Humanidad
- Parque nacional Salonga, 36.000 km², patrimonio de la Humanidad
- Parque nacional de los Manglares, 768 km², sitio Ramsar
- Parque nacional de Maiko, 10.885 km²
- Parque nacional Lomami, 8.879 km²
- Parque nacional de Kundelungu, 7.600 km²
- Parque nacional Kahuzi-Biega, 6.000 km², patrimonio de la Humanidad
- Parque nacional Garamba, 4.920 km², patrimonio de la Humanidad
- Parque nacional de Upemba, 13.674 km²
- Parque nacional N'Sele, 34,38 km²

La Reserva de fauna de okapis es el quinto sitio Patrimonio de la Humanidad. Tiene 14 000 km², se halla en el nordeste del país, ocupa una quinta parte del bosque de Ituri y está afectada por la violencia de las milicias Mai-Mai, por lo que se considera zona amenazada.

## Etnias de la RDC

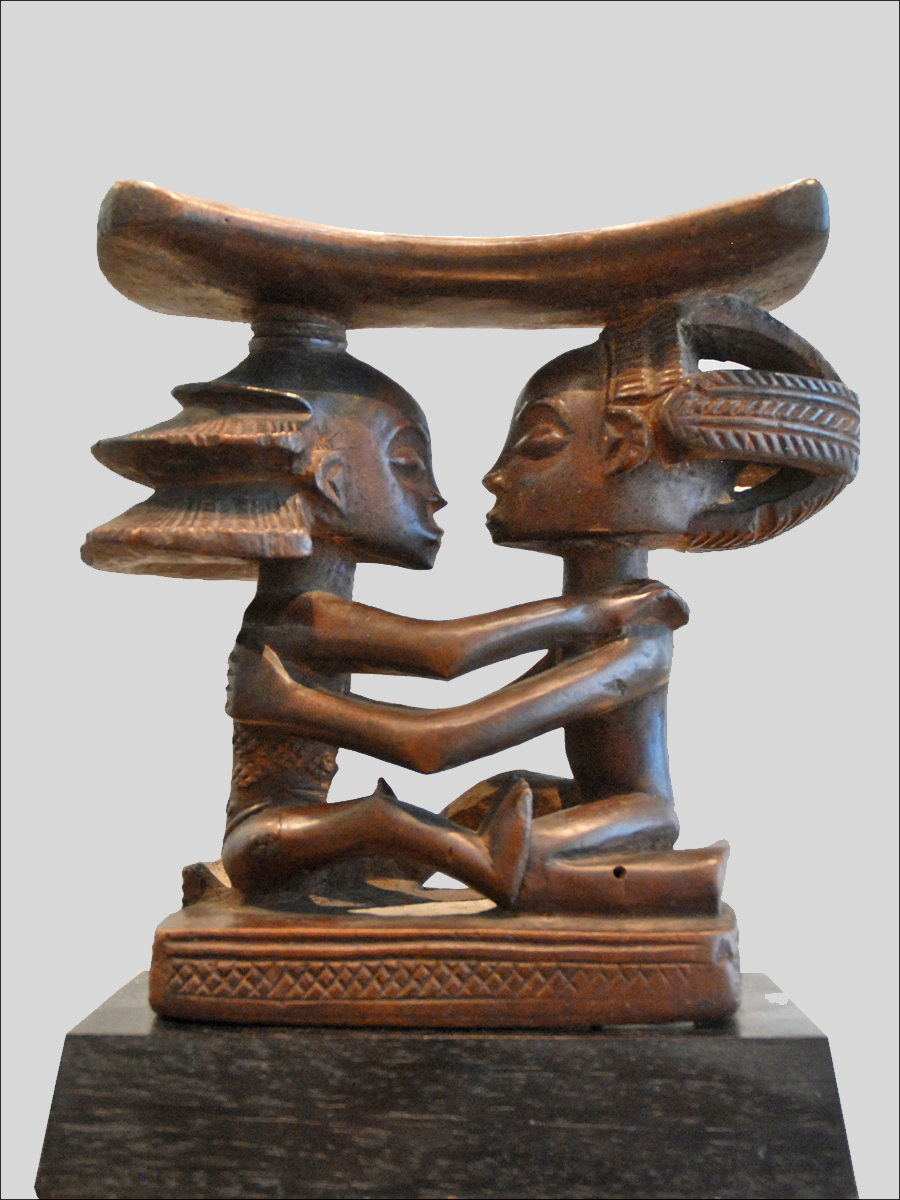
Reposacabezas de los luba, en la RDC.

En la RDC se han identificado más de 200 grupos étnicos diferentes, de los cuales la mayoría pertenecen al pueblo bantú, que está formado por más de 400 grupos étnicos dispersos por el centro de África, desde Camerún y Somalia por el norte hasta el sur del continente. Asimismo, se hablan más de 200 lenguas distintas. Los grupos bantúes más importante son los kongo; los luba, y los Mongo, de los cuales se supone que hay más de 10 millones en cada caso. El censo de población en la RDC es muy limitado y el número de miembros de cada etnia está realizado según estimaciones con un margen muy amplio.

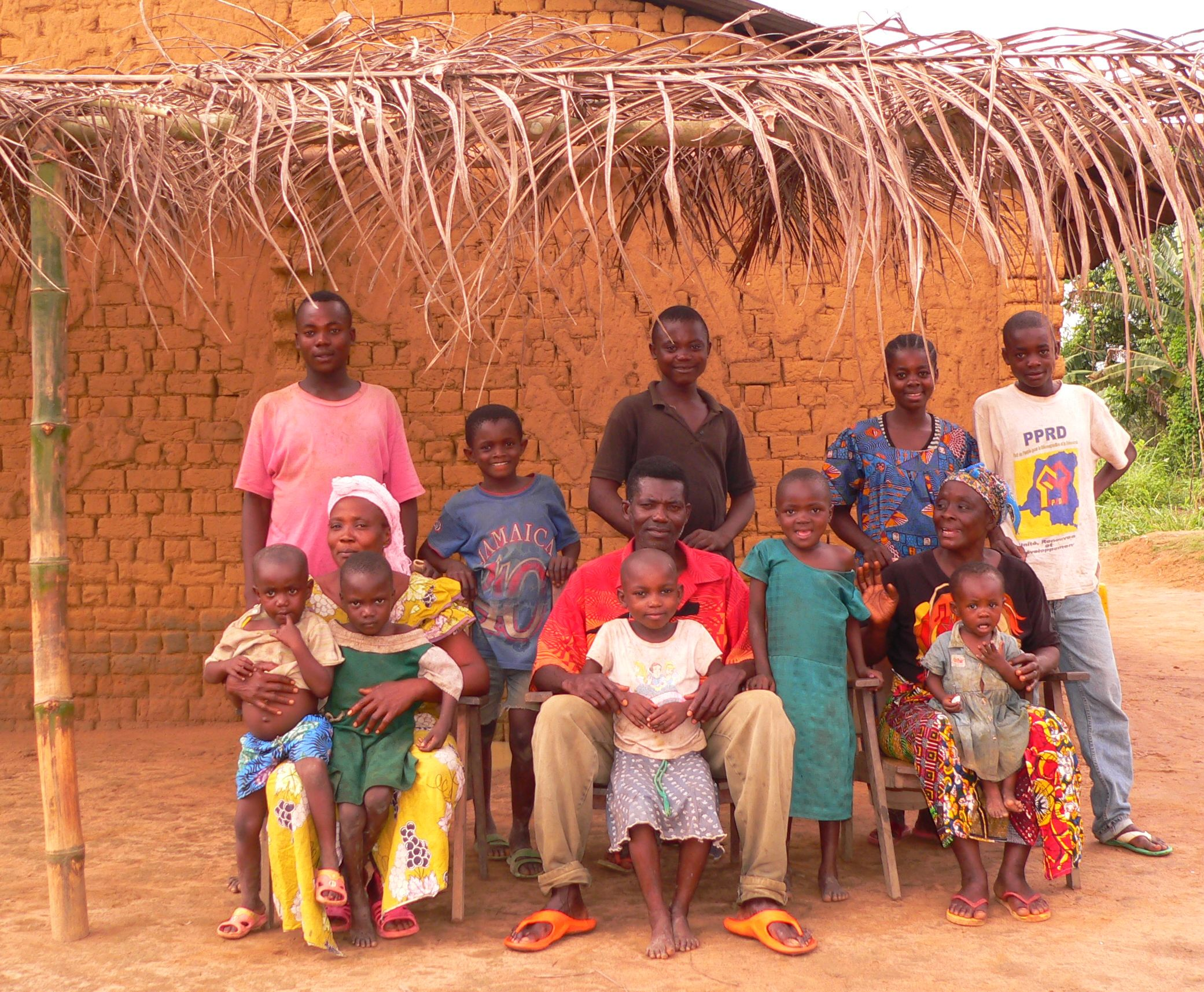
Familia mongo en la provincia de Ecuador, en la RDC.

### Etnias más importantes

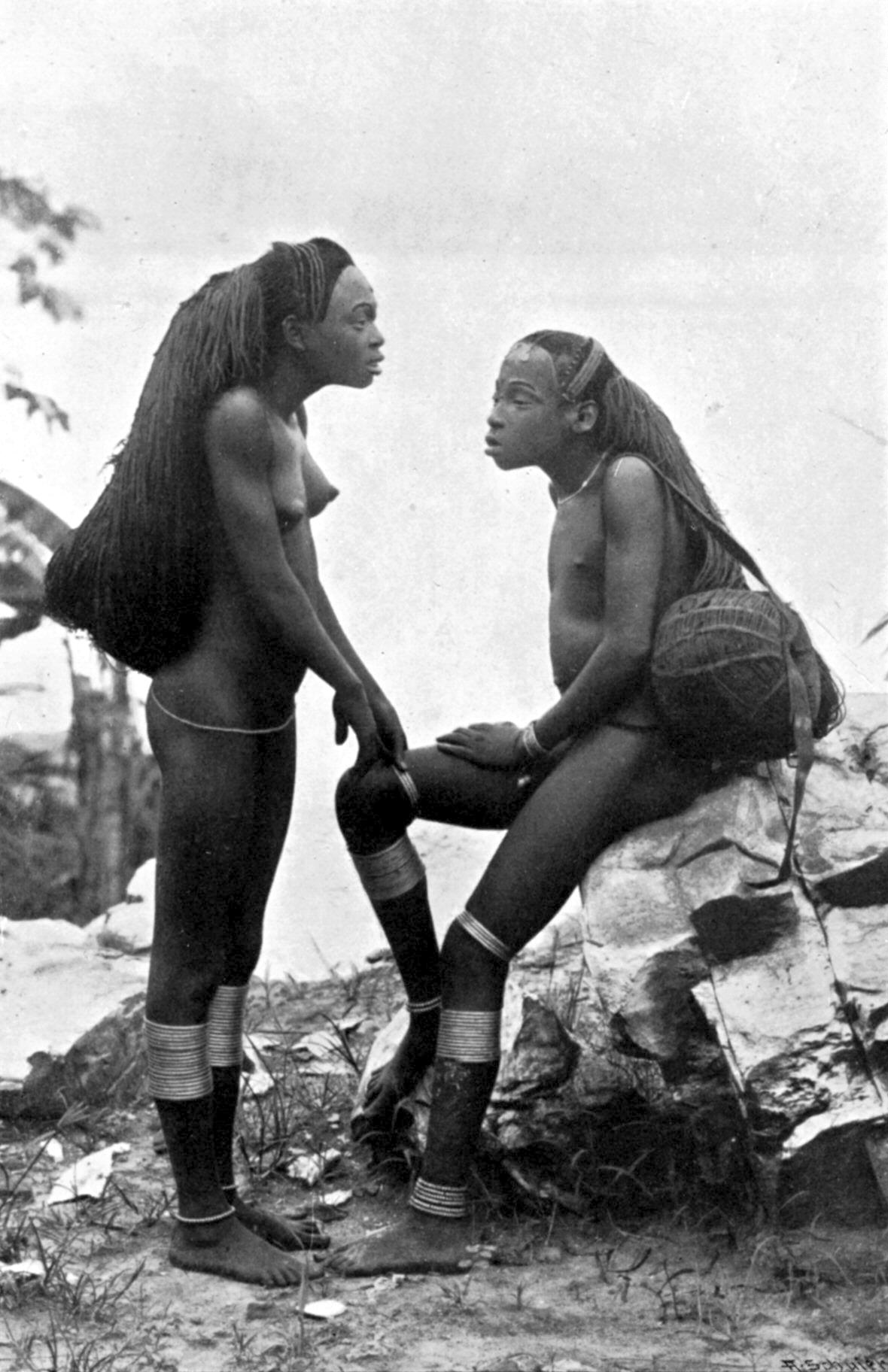
Chicas ngbandi fotografiadas en 1905 en Banzyville, en el norte de la RDC.

- Bantú. Los más importantes son los kongo, los luba y los mongo, pero hay muchas otras etnias en este grupo, entre ellas ambala, ambuun, angba, babindi, baboma, baholo, balunda, bangala, bango, batsamba, bazombe, bemba, bembe, bira, bowa, dikidiki, dzing, fuliru, havu, hema, hima, hunde, hutu, iboko, kanioka, kaonde, kuba, kumu, kwango, lengola, lokele, lupu, lwalwa, mbala, mbole, mbuza (budja), nande, ngoli, bangoli, ngombe, nkumu, nyanga, pende, popoi, poto, sango, shi, songo, sukus, tabwa, tchokwé, téké, tembo, tetela, topoke, tutsi, ungana, vira, wakuti, yaka, yakoma, yanzi, yeke, yela, etc.
  - Kongo. Más de 10 millones, concentrados al sudoeste de Pool Malebo y al oeste del río Kwango, en la República Democrática del Congo; en Punta Negra, en la República del Congo, y al norte de Luanda, en Angola.
  - Luba. Más de 10 millones. Viven en las provincias de Katanga, Kasai y Maniema, en el centro y sur de la RDC.
    - Hemba. Unos 90.000. Viven a sur de Kasai y al nordeste de Zambia.[15]
    - Lulua. Unos 9,5 millones, asentados en el valle del río Lulua, en la provincia de Kasai Occidental. Relacionados con los Chokwe y los songye.

  - Mongo. Más de 10 millones. Hablan el idioma mongo, una lengua bantú. La mayoría son cristianos. Viven en el norte del país en torno a los ríos Kasai y Sankuru, al sur del río Congo. Incluyen numerosos grupos étnicos, entre ellos bokote, ekonda o konda, bolia, sengele, ntomba, ndengese, songomeno, mbole, bongandu, boyela, nkutu y tetela-kusu. Cultivan plátanos, mandioca y recogen productos silvestres, cazan y pescan.[16]
    - Konda, unos 2,7 millones.

  - Chokwe o kioko Unos 1,13 millones. Repartidos entre RDC, Angola y Zambia suman unos 2,95 millones.
  - Lingala. Cerca de 4 millones en la RDC, aunque hay unos 15 millones de hablantes nativos de idioma lingala concentrados en Kinshasa, Brazzaville y el norte de la RDC, y unos 70 millones de miembros del grupo lingala de los idiomas bantúes.
- Azande. En torno a 1.8 millones. Cristianos en su mayoría, con un 30% de evangélicos. Hablan el idioma zande. Repartidos por el nordeste de la RDC, Sudán del Sur y la República Centroafricana. Viven en casas de adobe con el techo de paja, con un patio y un huerto donde pueden cultivar piñas, mangos, naranjas, plátanos y caña de azúcar, así como maíz, arroz, sésamo, mandioca y boniatos.

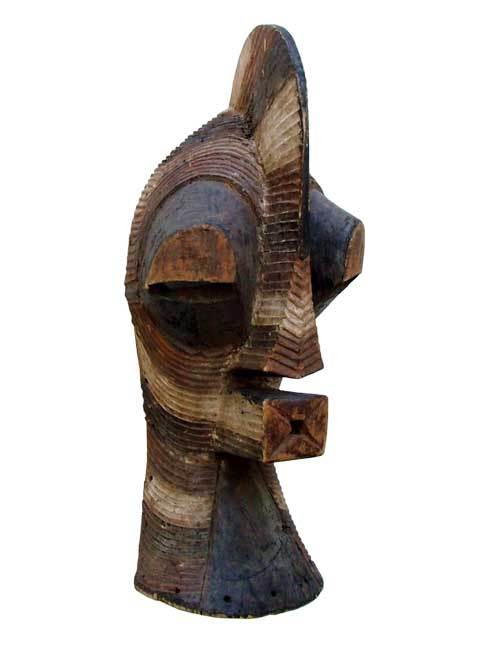
Máscara masculina kifwebe de la tribu songye

- Alur. Unos 1,15 millones, nilóticos. En el noroeste de Uganda y el nordeste de la RDC.
- Lega o shabunda rega. En torno a 1,1 millones. Viven en el este del Congo, en las zonas más húmedas.
- Lendu o baledha. En torno a 1,4 millones. Viven al este de la RDC, al noroeste del lago Alberto, en la región de Ituri, en la Provincia Oriental. Hablan el idioma lendu, una lengua sudánica.
- Songye. Más de 2 millones,[17] en la Provincia Oriental, en el valle del río Lualaba, aunque los censos son muy variables.[18]
- Mangbetu o amangbetu. En torno a 1,6 millones.[19] Viven en la Provincia Oriental. Hablan el idioma mangbetu, una lengua sudánica.
- Mbaka. Unos 1,7 millones, aunque el censo de 1999 daba unos 300.000. Viven en el noroeste.
- Ngbandi. Unos 400.000. Mobutu Sese Seko pertenecía a este grupo. Es un pueblo sudánico.
- Logo. Más de 400.000. En el nordeste, en la provincia de Alto Uele.
- Lugbara. Más de 500.000. En la región occidental del Nilo, en el noroeste de Uganda y en la RDC, en la Provincia Oriental. Hablan el idioma lugbara.
- Pueblos pigmeos de la RDC. Ess posible que haya unos 600.000 pigmeos en los bosques de la RDC.
  - Mbuti o bambuti. De 30.000 a 40.000. Bosques del nordeste de la RDC, en el bosque de Ituri. Cazadores-recolectores.[20]
  - Twa. Los twa son un pueblo que viven repartidos por diversos países, mezclados con las poblaciones agrícolas bantúes, en Congo, Uganda, Angola, Namibia, Zambia y Botsuana.
  - Baka. Viven sobre todo en Camerún, República Centroafricana y Gabón.